# Cycle de Skaith
Le Cycle de Skaith est un cycle de fantasy de Leigh Brackett, composé de trois volumes, narrant les aventures d'Eric John Stark sur la planète Skaith, et parus initialement aux États-Unis aux éditions Random House, Inc. sous les titres :
- The Ginger Star (1974)
- The Hounds of Skaith (1974)
- The Reavers of Skaith (1976)

Les trois tomes sont parus pour la première fois en français, aux éditions la Librairie des Champs-Élysées. avec les titres suivants :
- Les voix de Skaith (1976)
- Les Chiens de Skaith (1977)
- Les Pillards de Skaith (1979)

Une seconde édition française a été réalisée par les éditions Albin Michel, dans la collection Épées et Dragons, avec une traduction de Mary Rosenthal et des dessins de couverture de CAZA.
- Le secret de Skaith (1987)
- Les Chiens de Skaith (1987)
- Les Pillards de Skaith (1987)

En 2014, les éditions Le Bélial' ont réédité l'intégrale de la série, en un tome, sous le titre Stark et les rois des étoiles.

## Pitchde l'histoire
Située dans l’Étrier d'Orion, Skaith est une planète qui tourne autour d'une étoile rousse ( nom du roman en anglais The Ginger Star ) en train de mourir. Les peuples des zones devenues stériles et froides sont maintenant des «Errants» et envahissent de plus en plus les zones tropicales. Pour éviter le chaos, les mystérieux et prétendument immortels Seigneurs Protecteurs ont pris le pouvoir pour les protéger.  Mais cela se fait au détriment des peuples tropicaux qui deviennent progressivement leurs esclaves et qui cherchent des alternatives à l'extinction grâce la modification génétique pour s'adapter à la vie dans différents milieux (mer, terre, air). Aussi quand les outremondains arrivent avec leurs vaisseaux stellaires, ils apportent aux populations l'immense espoir d'échapper à leur fin graduelle.
Mais, pour ne pas perdre leur pouvoir, les Seigneurs Protecteurs refusent de quitter la planète et enlèvent et séquestrent le représentant des Affaires planétaires, Simon Ashton, père adoptif d'Eric John Stark. Ce faisant ils vont faire venir sur Skaith l'Homme Sombre de la prophétie de la Devineresse d'Irnan.
C'est alors une longue quête pour Eric John Stark qui part à la recherche de Simon Ashton et nous fait découvrir la fantastique diversité de la planète avec ses religions et ses coutumes étranges, où vivent les Fallarins et les Tarfs, les Errants et les Hérauts, les Chiens du Nord…